# 卡莱布·戴尔
卡莱布·Q·戴尔（英語：Caleb Q. Dyer，1996年5月5日—）是美国政治人物，曾任新罕布什尔州众议院议员。2016年，他以共和党人身份首次当选众议员。2017年2月9日，戴尔将其党派归属转为自由意志党。他曾在众议院环境和农业委员会（House Environment and Agriculture Committee）任职，并担任众议院自由意志主义者议会领袖。

## 早年生活和教育
卡莱布·戴尔于1996年5月5日出生于马萨诸塞州斯托纳姆，他的父母是米切尔·埃德蒙·戴尔和伊丽莎白·埃里卡·戴尔。在搬到新罕布什尔州之前，他的家人在马萨诸塞州的埃弗里特住了很短一段时间。上世纪90年代末，他的家人搬到新罕布什尔州的哈德逊，并在那里他长大。他先后就读于希尔斯加里森小学、哈德逊纪念中学和阿尔维恩高中。他于2015年毕业于阿尔维恩高中。他就读于阿尔维恩时，是精选爵士合唱团的成员，有幸在新罕布什尔州众议院前演奏国歌。戴尔曾是哈德逊21童子军（Boy Scout Troop 21 in Hudson）的成员。

## 政治生涯

### 选举历史
2016年6月1日，戴尔以共和党候选人的身份申请竞选希尔斯伯勒县第三十七选区的新罕布什尔州众议院议员。截止提交期限，共有17名共和党候选人。2016年9月13日，他当选为11名共和党众议员候选人之一。2016年11月8日，戴尔成功当选众议员。在这场竞选中，戴尔声称花费了大约400美元。由于新罕布什尔州不要求那些获得或支出少于500美元的候选人（或委员会）提交竞选财务报告，因此无法核实这一说法。

### 政党历史
2017年2月9日，戴尔在议会办公楼举行的记者会上宣布，他已正式将党派归属从共和党改为自由意志党。他在讲话中提到了对众议院共和党领导层的担忧，他说：“领导层没有接受这个分裂（由大多数人组成）并从中建立联盟，反而疏远了越来越多的选民。”

### 众议院自由意志主义者核心小组
2017年5月10日，在众议员约瑟夫·斯塔尔科普宣布他将自己的党派归属改为自由意志党之后，众议员戴尔宣布，两位众议员重新成立众议院自由意志主义者核心小组（House Libertarian Caucus），并计划在众议院每次例会之前定期在立法办公楼开会。在戴尔的声明中，他宣称“核心小组将向任何和所有发现自己处境与我们处境相似的立法者开放，自由意志党欢迎所有有勇气和信念自由思考和生活的人。”